# Jacky Kientz
 (août 2025).
Motif : Pas de source secondaire centrée d’ampleur nationale, absent des dictionnaires biographiques alsaciens pourtant bien fournis. Président pendant seulement deux ans, à une époque où l’équipe n’a pas remporté de titre.
- Archive Wikiwix
- Bing
- Cairn
- DuckDuckGo
- E. Universalis
- Gallica
- Google
- G. Books
- G. News
- G. Scholar
- Persée
- Qwant
- (zh) Baidu
- (ru) Yandex
- (wd) trouver des œuvres sur Wikidata

| 1. | Préciser le motif de la pose du bandeau. | Précisez le motif de la pose du bandeau en utilisant la syntaxe suivante : {{admissibilité à vérifier\|date=août 2025\|motif=remplacez ce texte par le motif}}                    |
| 2. | Informer les utilisateurs concernés.     | Pensez à avertir le créateur de l'article, par exemple, en insérant le code ci-dessous sur sa page de discussion : {{subst:avertissement admissibilité à vérifier\|Jacky Kientz}} |

Jacky Kientz est un entrepreneur français et un dirigeant du Racing Club de Strasbourg.
Il est président du RC Strasbourg de juin 1990 à septembre 1992. Il prend la succession de Daniel Hechter et est à l'origine du retour au poste d'entraîneur de Gilbert Gress en 1991.